# White Castle (fastfoodketen)
White Castle is een fastfood-keten actief in Amerika. De restaurantketen staat bekend om de kleine, vierkante hamburgers die geserveerd worden.

## Geschiedenis
De keten werd in 1921 opgericht door Walter A. Anderson en Edgar Waldo "Billy" Ingram. Toentertijd werden gehaktproducten nog vaak gezien als mogelijke bron van ziekmakende bacteriën. Anderson en Ingram veranderden dit imago door de keuken in het zicht van de klanten te plaatsen en de nadruk te leggen op hygiëne. Anderson ontwikkelde het hamburgerbroodje met vaste vorm en constante kwaliteit waarvan de varianten in elke fastfoodketen verkocht worden.
White Castle ontwikkelde zich tot de eerste fastfoodketen ter wereld. In 1933 kocht Ingram Anderson uit en sindsdien wordt het bedrijf gerund door nazaten van Edgar Ingram. De weigering van de familie Ingram om franchise toe te staan of vreemd vermogen aan te trekken heeft ervoor gezorgd dat de keten relatief klein bleef ten opzichte van de concurrentie. White Castle heeft in de Verenigde Staten ongeveer 420 vestigingen tegenover McDonald's 13.000.

## Wetenswaardigheden
- De plaats van oprichting, Wichita (Kansas), heeft geen White Castle-restaurant.
- De film Harold & Kumar Go to White Castle gaat volledig over de zoektocht van twee mannen naar een White Castle-vestiging.